# 碧井椿
碧井 椿（あおい つばき、1987年4月13日 - ）は日本の元歌手。PINC INCのヴォーカル＆ギター。大阪府出身。旧所属レーベルはGIZA studio、旧所属事務所はBLUE SPLASH。兄弟は妹一人。血液型B型。現在は3人の子供の母親、vivichanとしてYouTuberとしても活動している。株式会社チアキスの代表取締役社長。

## 略歴
- デビュー前は大阪の音楽スクール「LITTLECAT」に通っており、ダンスユニット・nudeを結成していた。2005年3月25日にGIZA studioのhillsパン工場で行われたCAT NIGHT（LITTLECATの卒業生・在校生とCAT MUSIC COLLEGE専門学生と高等部学生との初共演イベント）に奥村初音とともに出演した。
- 中学に入り本格的に歌とダンスを習いはじめ、2002年に出場した『SUPER STARLIGHT CONTEST』での特別賞をはじめ数々のコンテストやオーディションに出場し、受賞を果たす。

日本テレビ系『歌スタ!!』オーディション、オムニバスCD『すてき de パーク』など、音楽活動を続ける。
- 2007年3月8日、hills パン工場にて「THURSDAY LIVE 新人発掘しNIGHT vol.4」に初参加。
- 同年4月11日、シングル『未来を』でGIZA studioよりメジャーデビュー。
- 2008年3月19日、バンドPINC INCのボーカルとして再デビューし、 2009年にPINC INCの活動終了を発表した。
- 2021年、WANDSの上原大史とのコラボ「世界中の誰よりきっと」などを筆頭に、ビーイングアーティストとコラボした歌唱動画を自身のYouTube（viviチャンネル）チャンネルにアップ。
- YouTuberのヒカル (YouTuber)チャンネルにて大阪市内で経営している美容サロン施設や芦屋市の豪邸を公開し、その贅沢な暮らしぶりがネットで話題となる。

## ディスコグラフィー

### シングル
| 枚  | 発売日        | タイトル | 収録曲             | 作詞           | 作曲           | 編曲       |
| --- | ------------- | -------- | ------------------ | -------------- | -------------- | ---------- |
| 1st | 2007年4月11日 | 未来を   | 未来を             | Yoko Blaqstone | Yoko Blaqstone | 葉山たけし |
| 1st | 2007年4月11日 | 未来を   | サヨナラは言わない | 碧井椿         | 長幸一         | 長幸一     |

### 未発表曲
| 曲名           | 作詞   | 作曲           | 編曲     |
| -------------- | ------ | -------------- | -------- |
| この指止まれ！ | 碧井椿 | Yoko Blaqstone | 大賀好修 |
| 夢物語         | 碧井椿 | Fores-T        | Fores-T  |